# Combat de Gitschin
Guerre austro-prussienne
Batailles
- front austro-prussien

- Hühnerwasser
- Podol
- Trautenau
- Nachod
- Langensalza
- Oswiecim
- Münchengrätz
- Soor
- Skalitz
- Gitschin
- Königinhof
- Schweinschædel
- Sadowa (Königgrätz)
- Dermbach
- Kissingen
- Aschaffenbourg
- Hundheim
- Blumenau
- Tauberbischofsheim
- Werbach
- Helmstadt/Uettingen
- Gerchsheim
- Uettingen/Roßbrunn/Hettstadt

- front austro-italien

- Custoza
- Val Vestino
- Cimego
- Pieve di Ledro
- Monte Nota
- Monte Suello
- Lissa
- Bezzecca
- Primolano
- Borgo
- Cimego
- Levico
- Versa

La bataille de Gitschin (ou Jičín) est une bataille de la guerre austro-prussienne, qui s'est déroulée le 29 juin 1866. Elle opposait les Prussiens aux Autrichiens et aux Saxons. Le prince Albert de Saxe tente en vain d'arrêter l'avance ennemie contre la vallée de l'Elbe. 

## Contexte
Après la bataille de Münchengrätz, le Ier corps autrichien du général Clam-Gallas et ses alliés saxons avaient pu faire leur jonction le 28 juin 1866. Le corps d'armée saxon du prince-héritier Albert entreprit de reprendre le combat dans l'après-midi du 29 juin.
Le général Clam-Gallas avait renvoyé vers Jičín ses troupes défaites pour tenter de reprendre pied. Croyant à un mouvement vers l'ouest du groupe d'armée nord autrichien du général-en-chef Ludwig von Benedek, il crut utile de barrer à nouveau la route aux prussiens. Les Saxons étaient sous pression de la 1re armée du prince Frédéric-Charles de Prusse, dont les divisions débordaient la nouvelle position à la fois par le nord et l'ouest. Le prince Frédéric-Charles appliqua à la lettre les plans d'invasion du général von Moltke, qui prévoyait de fixer l'ennemi. Cette tactique d’immobilisation donna à la 2e armée prussienne, faisant irruption en Bohême par l'est, suffisamment de temps pour rejoindre le champ de bataille.

## Mouvement des troupes
Par sa mobilité, l'armée de l'Elbe débordait les colonnes autrichiennes et leur barrait les routes de repli vers le sud : Jung-Bunzlau, Unter-Bautzen et Libuň. La ligne de repli du Ier corps d'armée autrichien était menacée par la 4e Division du général Friedrich Herwarth von Bittenfeld, de sorte que le général Clam-Gallas et les débris de l'armée saxonne qui l'avaient rejoint se trouvaient repoussés contre leur gré vers Jičín. L'arrière-garde autrichienne ayant été battue lors de combats nocturnes à Podkost et Sobotka, les Saxons et l'armée de Clam-Gallas prirent position en demi-cercle au nord et à l'ouest de Jičín. Cette position offrait de bonnes possibilités défensives : des collines de hauteur variable, entaillées de défilés abrupts ; ainsi, le village non-fortifié de Lochow était défendu par deux vallées profondes de 25 à 30 m. Les localités de Diletz et Brada constituaient deux autres points stratégiques. L'aile droite des Autrichiens bénéficiait de défenses naturelles avec les hauteurs de Kozlow et du Mont Tabor. Les avant-postes nord d'Eisenstadtl, Breska et Jinolice contrôlaient un terrain très difficile à franchir pour la cavalerie ennemie. Le front principal, au centre du demi-cercle, se prolongeait à travers les collines de Prachow jusqu'à Brada et Ohaveč. L'aile gauche s'était déployée de Ohaveč à Podhrad sur une ligne de crête étendue.

## Déroulement

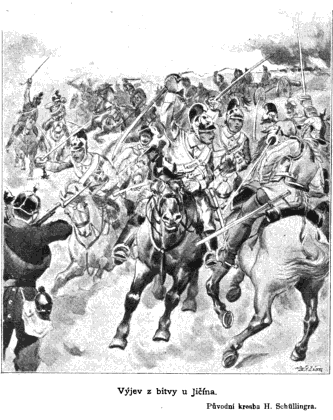
Charge de cavalerie à Gitschin

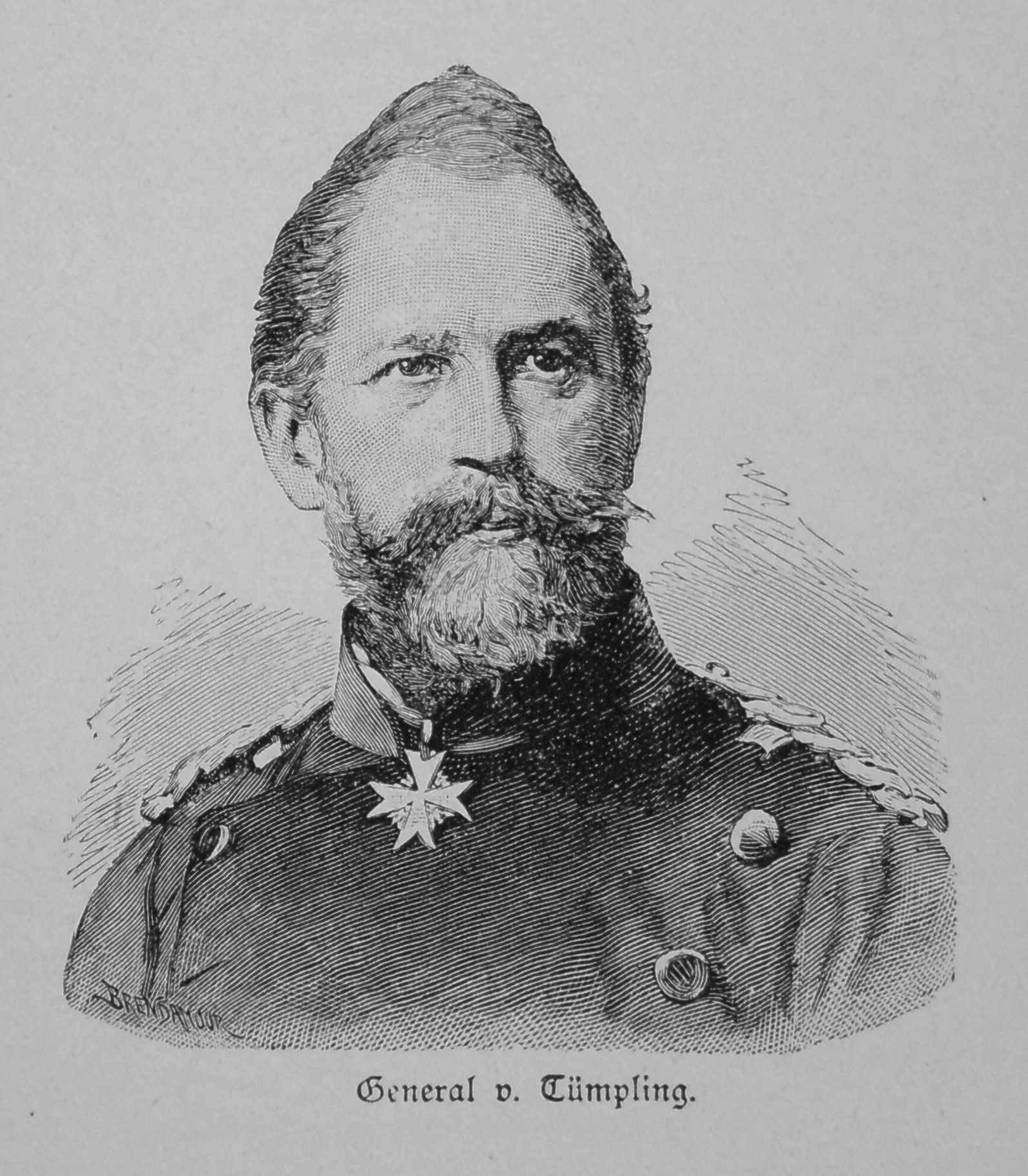
Le général prussien von Tümpling (portrait tiré de Krieg und Sieg 1870-71 de J. von Pflugk-Hartung, 1896).

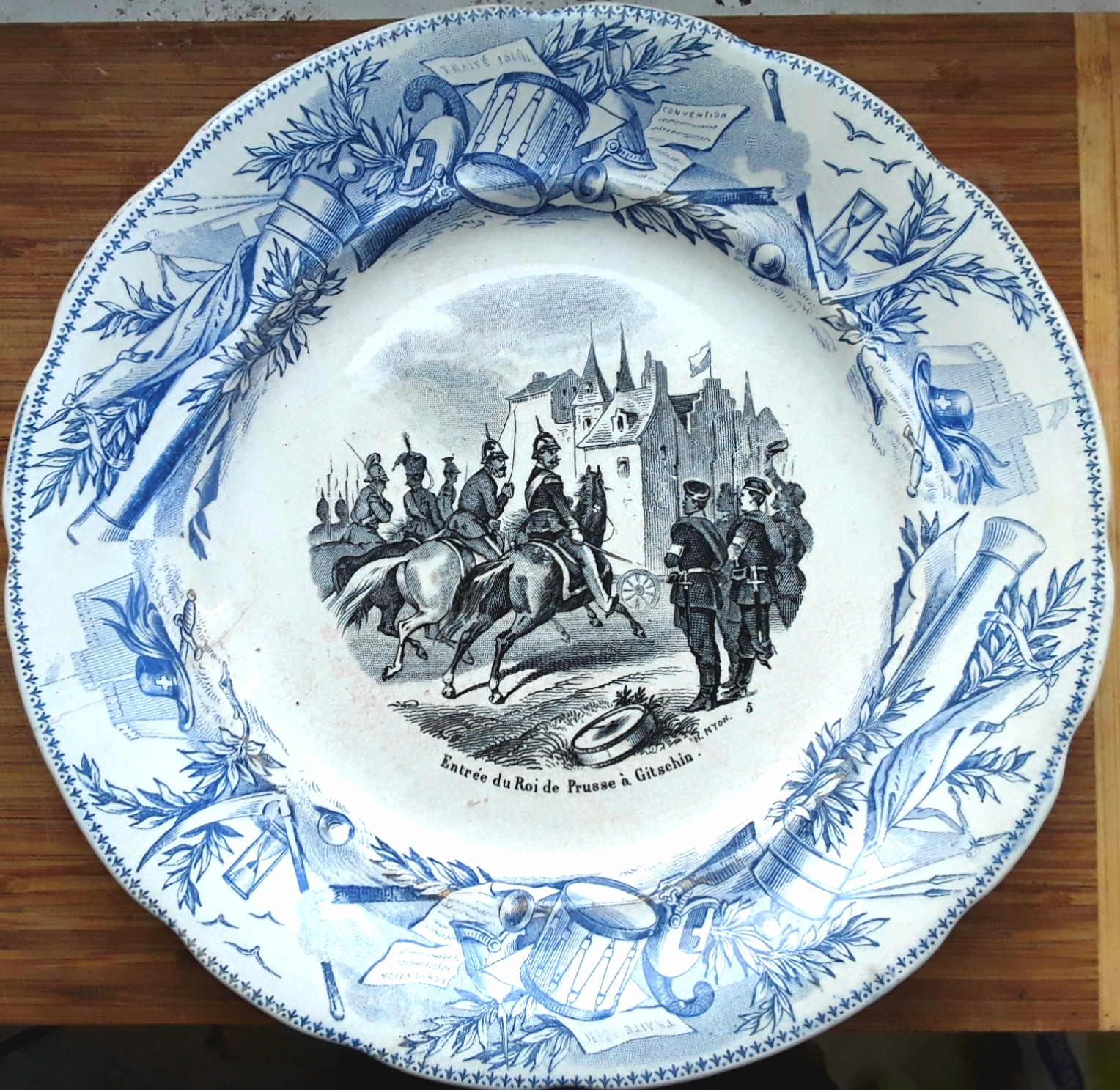
Guerre austro-prussienne : entrée du roi de Prusse à Gitschin, juillet 1866. Porcelaine de Choisy-le-Roi.

L’avant-garde du général de Tümpling rencontra, dès les premières heures de l'après-midi, les troupes avancées de Clam-Gallas dans les environs de Libun. On tirailla longtemps les uns contre les autres, puis les fusiliers prussiens gravirent les hauteurs de Kozlow, et firent reculer les chasseurs ennemis jusqu'à Jinolice. Vers 14 heures, l'avant-garde des Prussiens était en position. L’artillerie de Tümpling suivit immédiatement, prit d'excellentes positions sur les hauteurs qui longeaient la route, à gauche, et derrière elle s'étendaient maintenant les forces principales du général. Ces troupes-là avaient étendu leur aile droite vers Brzeska et Klein-Ginolitz, et eurent beaucoup à faire pour se maintenir contre les chasseurs autrichiens qui avaient occupé la chaîne des hauteurs de Prachow et qui, de là, criblaient de leurs tirs les troupes prussiennes. 
Le général Tümpling, malgré ses blessures, essaya plusieurs fois, mais en vain, d'emporter avec son aile droite les hauteurs de Prachow, tandis que sa gauche avançait lentement, mais sûrement, dans la direction de Jinolice et de Diletz. Le combat de Diletz était encore indécis lorsque Tümpling donna l'ordre au 12e régiment de grenadiers et au 18e régiment d'infanterie (de) de prendre à revers les colonnes ennemies en position sur les collines de Prachow. La réserve prussienne, comprenant la 6e division du général von Manstein, attaqua  Brada et Prachow. La position désorganisée de Lochow était sur le point d'être évacuée lorsqu'elle fut investie par les Prussiens. Les défenseurs autrichiens de Prachow bénéficièrent d'abord de l'appui des batteries qui infligèrent de lourdes pertes aux colonnes prussiennes.
Vers 15h30, la 6e brigade du IIe Corps d'armée prussien (troupes de Poméranie) s'avança par Samschin et Waharzitz. Le 38e régiment Gyulaï (de) se jeta héroïquement contre elle, appuyé par les chasseurs saxons et par le 3e régiment de cavalerie de Saxe. Elle tenta de reprendre la place, mais fut repoussée par les salves ennemies, si bien que trois régiments décimés prirent la fuite vers Brada. Bientôt, ces troupes furent obligées de se retirer sur Lochow, où éclata l'incendie, et ensuite sur Ohaveč. Cette retraite devint plus décisive et plus précipitée alors qu’arrivait la 6e brigade qui formait la réserve de la 5e, et qui n'était partie que vers midi de ses cantonnements éloignés.
Le 8e et le 48e (pl) régiment d'infanterie prussien partirent à l'assaut de Diletz sous les balles des chasseurs saxons. Les progrès de la 3e division prussienne sur la route de Sobotka à Jičín, et les assauts toujours plus énergiques livrés contre Diletz par l’aile gauche du général Tümpling forcèrent les Autrichiens à abandonner les hauteurs de Prachow, s'ils ne voulaient pas courir le danger imminent d'y être tous faits prisonniers. Ils se retirèrent donc d'abord sur Brada, puis sur Rybníček. Le combat se fit au fusil rue par rue, jusqu'à ce que les Saxons, pour ne pas être coupés du reste de l'armée, abandonnent Diletz : ils se replièrent en bon ordre vers Jinolice continuant de tenir en respect les assaillants jusqu'à Jičín. 
Alors Clam-Gallas dut s'avouer que la bataille était perdue. Il commanda une retraite générale en arrière de Jičín qu'il fallait occuper fortement pour couvrir le mouvement de retraite. Aussitôt la retraite commencée, les Prussiens s'avancèrent de tous les côtés. La 3e division s'avança, en pleines masses, par Lochow livré aux flammes et par Holín ; la droite de Tümpling traversa les hauteurs de Prachow; sa gauche qui, malgré de lourdes pertes, se savait complètement victorieuse, s'avança par Diletz, précédée de son artillerie qui s'en allait, au trot, de position en position et se retrouvait, chaque fois, exposée au feu des pelotons autrichiens. Vers les neuf heures du soir, le cri de victoire retentit sur toute la ligne de l'armée prussienne. 
Cependant le Prince Frédéric Charles fut d'avis, et avec raison, qu'il fallait s'emparer immédiatement de la ligne de Czidlina et de Jičín.

## Conséquences

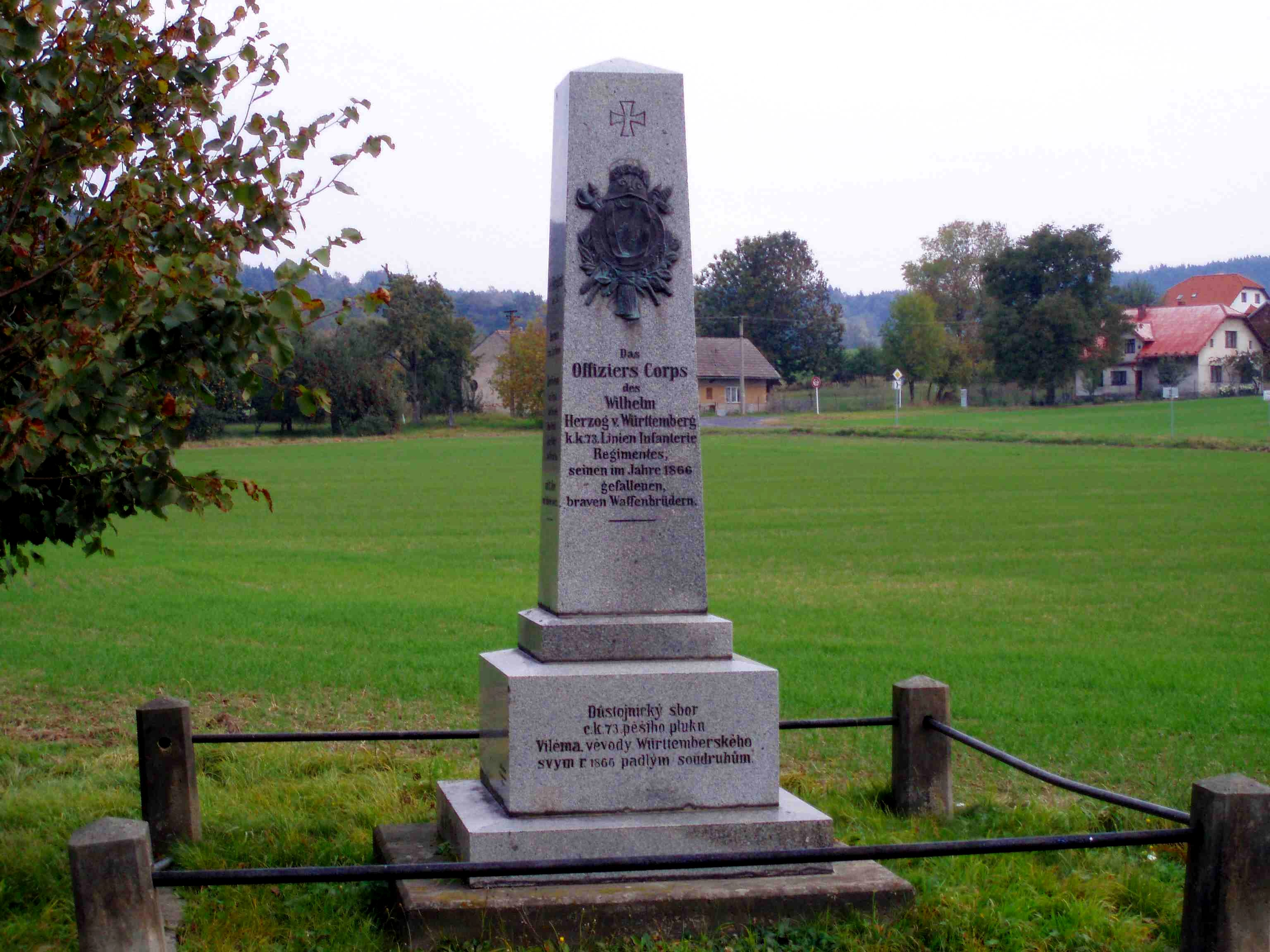
Monument aux morts à Gitschin.

Le combat autour de Jičín a été principalement mené par les 12e et 48e régiments de la 5e division prussienne et les 2e et 54e régiments de la 3e division. Les Prussiens ont perdu dans cette bataille 71 officiers et 1 482 hommes ; les Autrichiens et les Saxons, 183 officiers et 5 111 hommes, dont 217 faits prisonniers. 20 canons, 5 drapeaux et 3 enseignes furent récupérés comme trophées par les Prussiens. Les Saxons ont perdu 26 officiers et 566 hommes dont 83 furent tués.
Après la prise de Jičín, le prince Frédéric-Charles dépêcha un régiment de dragons pour prendre des nouvelles de la 2e Armée : il apprit bientôt que l'avant-garde occupait déjà Arnau et que la jonction de deux armées prussiennes se ferait le lendemain à Königinhof.

## Voir également
- « Der Deutsch-Deutsche Krieg von 1866 », sur preussenweb.de